# 礼泉县
礼泉县，旧名醴泉县，位于中华人民共和国陝西省中部、泾河下游，是咸陽市所屬的一個縣。常住人口約37万人，区域总面积約1011平方公里。

## 历史
秦为谷口邑，汉为谷口县。《太平寰宇记》载：在今县东三十里处，汉宣帝时建置了一座宫殿，在宫殿旁边有一股泉水涌出，其味如醴，因此称醴泉宫。隋开皇十八年(598年)置醴泉县。据《陕西通志》：醴泉“在县东南三十里，周数十步，深不可测。汉宣帝时涌出，其味如醴。隋置县取此。”
隋改醴泉县，1964年更名为礼泉县。

## 人口
咸阳市第七次全国人口普查主要数据公报显示：礼泉县常住人口为365555人，男性人口占比51.25%，女性人口占比48.75%，年龄结构中0-14岁占比15.58%，15-59岁占比59.52%，60岁以上占比24.9%，65岁以上占比17.89%。

## 行政区划
礼泉县下辖1个街道办事处、11个行政建制镇：
城关街道、史德镇、西张堡镇、阡东镇、烽火镇、烟霞镇、赵镇、叱干镇、南坊镇、石潭镇、昭陵镇和骏马镇。

## 交通
- 312国道过境。

## 名胜
- 唐昭陵
- 香积寺塔
- 礼泉文庙